# Peran
Peran is een Nederlandse dj en producer.

## Biografie
Hij begon in 1995 met het produceren van muziek. Hij realiseerde diverse projecten, zoals Lick en Luvspunge en verzorgde remixen voor 2 Brothers on the 4th Floor, Kellee en Matt Bianco.
Vanaf 1996 ging hij ook als dj aan de slag onder andere in de iT in Amsterdam en in Sinners in heaven. Na een tour door Amerika van een half jaar, maakt hij met DJ Jean de grote dancehit Let yourself go op het nieuwe IT-label.
Op het Belgische Byte-Records bracht hij met DJ Rene de single Give it to me baby uit.
Ook nieuwe remix-projecten volgden, waaronder die voor Full Intention, Lil Louis, PM Project, Airscape, Vengaboys en Ace of Base.
Hij bracht een mixalbum uit, getiteld This masters choice, vol. 3
Peran hield vele tournees langs plaatsen als Los Angeles, Tokio en Barcelona.
Het nummer Good times was in 2001 in vele clubs een grote hit. In 2003 kreeg hij wederom succes met We want to be free.

## Discografie

### Albums
| Album met eventuele hitnotering(en) in de Nederlandse Album Top 100 | Datum van verschijnen | Datum van binnenkomst | Hoogste positie | Aantal weken | Opmerkingen |
| ------------------------------------------------------------------- | --------------------- | --------------------- | --------------- | ------------ | ----------- |
| This masters choice, vol. 3                                         |                       |                       |                 |              |             |

### Singles
| Single met eventuele hitnotering(en) in de Nederlandse Top 40 | Datum van verschijnen | Datum van binnenkomst | Hoogste positie | Aantal weken | Opmerkingen                                                                            |
| ------------------------------------------------------------- | --------------------- | --------------------- | --------------- | ------------ | -------------------------------------------------------------------------------------- |
| Got to Move Your Body                                         | 1994                  | 20-8-1994             | 20              | 6            | met DJ Delmundo als Lick feat. Kentucky Martha / Alarmschijf / Dancesmash op Radio 538 |
| I'm the Girl of your Dreams                                   | 1995                  | 3-6-1995              | 19              | 5            | met DJ Delmundo als Lick feat. Kentucky Martha / Dancesmash op Radio 538               |
| I give my life                                                |                       | 29-6-1996             | tip9            |              | met DJ Jean / Dancesmash op Radio 538                                                  |
| Give it to me baby                                            | 1996                  |                       |                 |              | met DJ Rene                                                                            |
| Let yourself go                                               |                       | 3-5-1997              | 29              | 3            | met DJ Jean / Dancesmash op Radio 538                                                  |
| Good times                                                    | 2001                  |                       |                 |              |                                                                                        |
| Out of my life                                                | 2002                  |                       |                 |              | met Breeeze                                                                            |
| We want to be free                                            | 7-11-2003             | 13-12-2003            | 37              | 4            | Dancesmash op Radio 538                                                                |
| Wanna have a good time 2005                                   | 23-2-2005             | 2-4-2005              | tip16           |              |                                                                                        |